# Gare de Gennevilliers
La gare de Gennevilliers est une gare ferroviaire française de la ligne d'Ermont - Eaubonne à Champ-de-Mars (VMI), située dans la commune de Gennevilliers (département des Hauts-de-Seine).
Ouverte en 1988, c'est une gare de la Société nationale des chemins de fer français (SNCF) desservie par les trains de la ligne C du RER.

## Situation ferroviaire
La gare est située au point kilométrique (PK) 14,330 de la ligne d'Ermont - Eaubonne à Champ-de-Mars, entre les gares des Grésillons et d'Épinay-sur-Seine.

## Histoire
Cette gare était initialement située plus au nord, le long de l'actuelle avenue Marcel-Paul.
Elle a été déplacée à son emplacement actuel en 1988 lors de la création de la liaison Vallée de Montmorency - Invalides (VMI), en prévision d'une correspondance avec un futur TCSP suivant la D986. Ce projet ne sera finalement réalisé qu'en 2012 sous la forme du tramway T1.
Le bâtiment voyageurs de l'ancienne gare est devenu un établissement de restauration rapide, accessible seulement depuis la voie publique.
En 2022, selon les estimations de la SNCF, la fréquentation annuelle de la gare est de 1 672 742 voyageurs.

## Service des voyageurs

### Accueil
La gare dispose d'un bâtiment voyageurs avec un guichet ouvert tous les jours. La gare possède des aménagements pour les personnes à mobilité réduite (avec un accès aux quais via des ascenseurs), est équipée de distributeurs automatiques de titres de transport (Transilien, Navigo et Grandes Lignes), dispose d'une Work & Station permettant la recharge d'appareils (ordinateurs, téléphones portables) et bénéficie du « système d'information sur la circulation des trains en temps réel ».

### Desserte
La gare est desservie par les trains de la ligne C du RER parcourant la branche Pontoise.

### Intermodalité
La gare est desservie par les lignes 166, 178 et 577 du réseau de bus RATP et, la nuit, par la ligne N51 du réseau Noctilien. La gare offre également une correspondance avec le chemin de fer des Chanteraines, ligne touristique desservant le parc des Chanteraines.
Depuis le 15 novembre 2012, la gare offre une correspondance avec la ligne 1 du tramway d'Île-de-France à la station éponyme lors du prolongement de cette ligne jusqu'à la station Les Courtilles.

Galerie de photographies
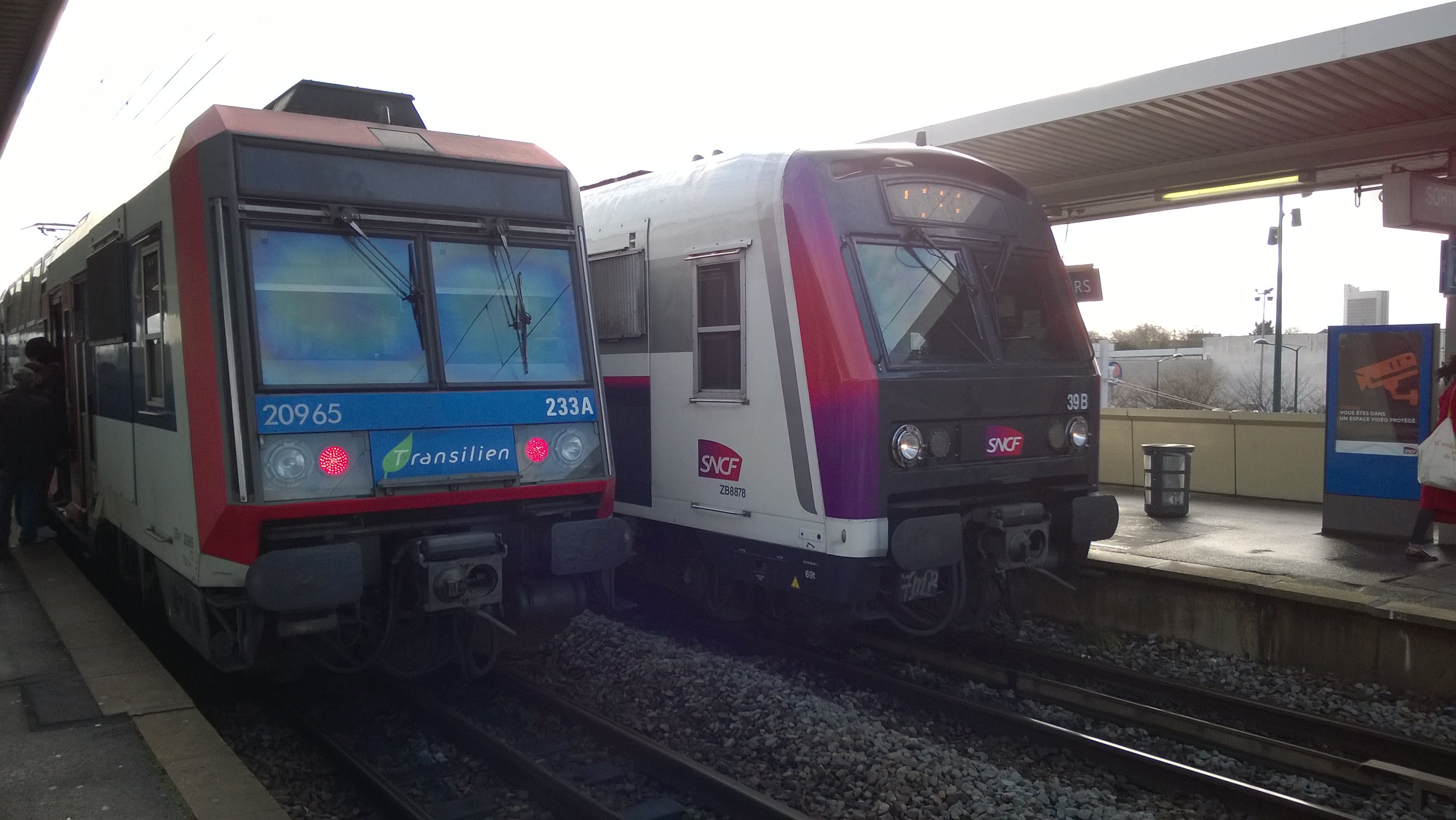
Rames Z 20900 et Z 8800 en stationnement.
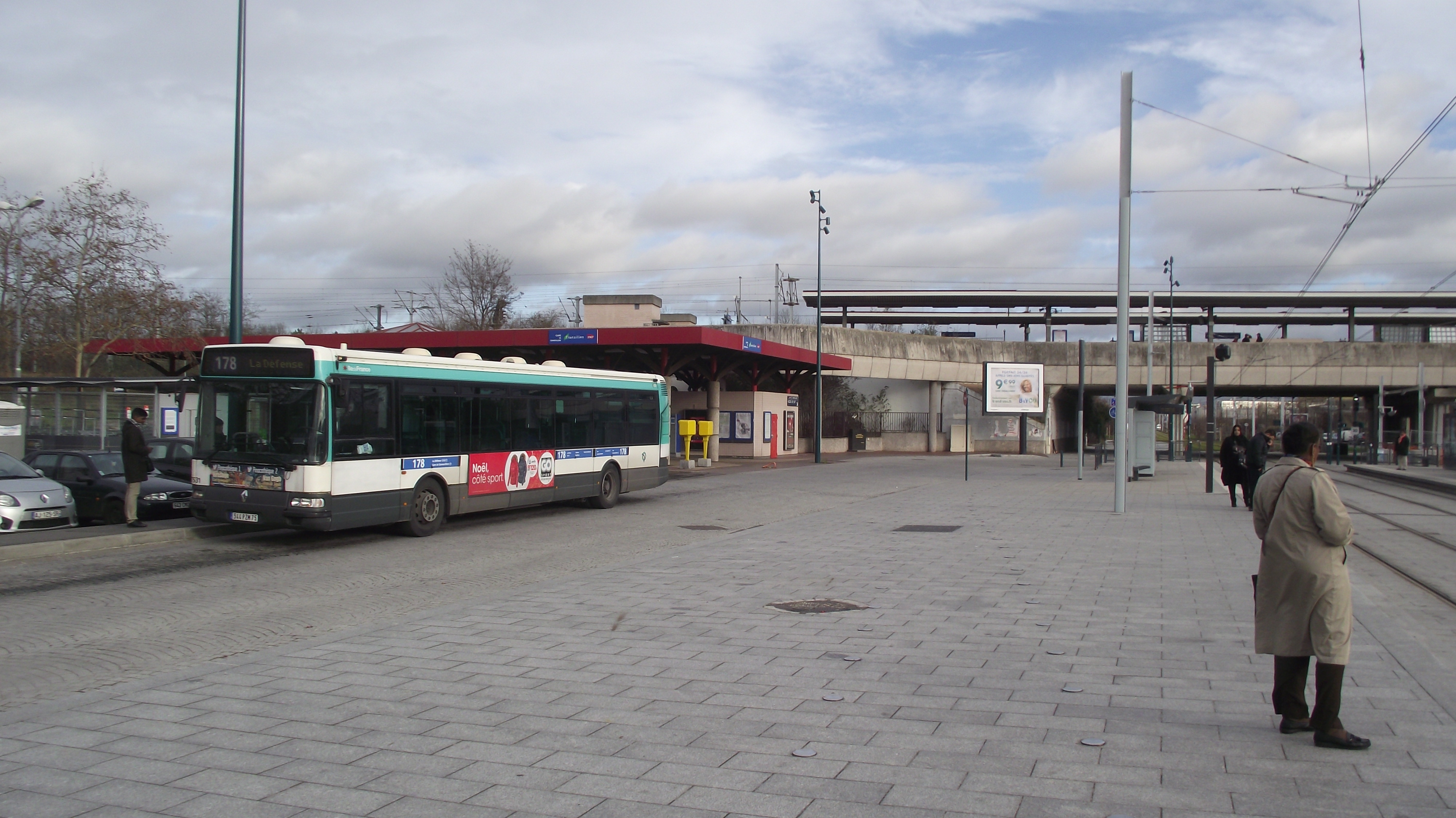
Esplanade devant la gare avec station de tramway de la ligne T1 et arrêt de lignes de bus.
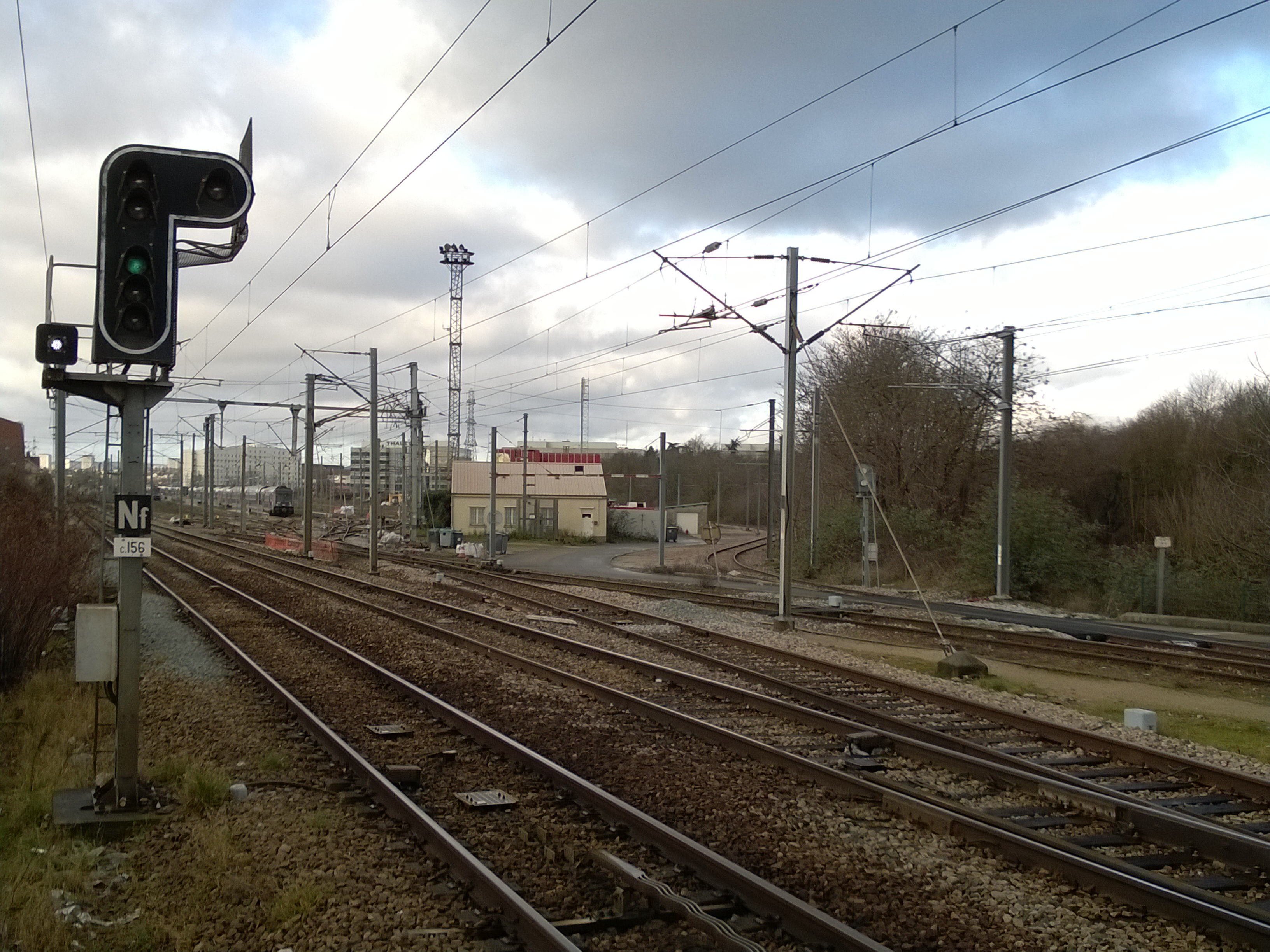
Le garage de Gennevilliers, vers Pontoise.